# Amazon Prime
Amazon Prime é um serviço de assinatura paga da Amazon que está disponível em vários países, e oferece aos usuários acesso a serviços adicionais que não estão disponíveis ou disponíveis com um prêmio para outros clientes da Amazon. Os serviços incluem entrega no mesmo dia, um ou dois dias de mercadorias, e streaming de música, vídeo, e-books, jogos, e serviços de compras de supermercado. Em abril de 2021, a Amazon relatou que o Prime tinha mais de duzentos milhões de assinantes em todo o mundo.

## História

### História inicial

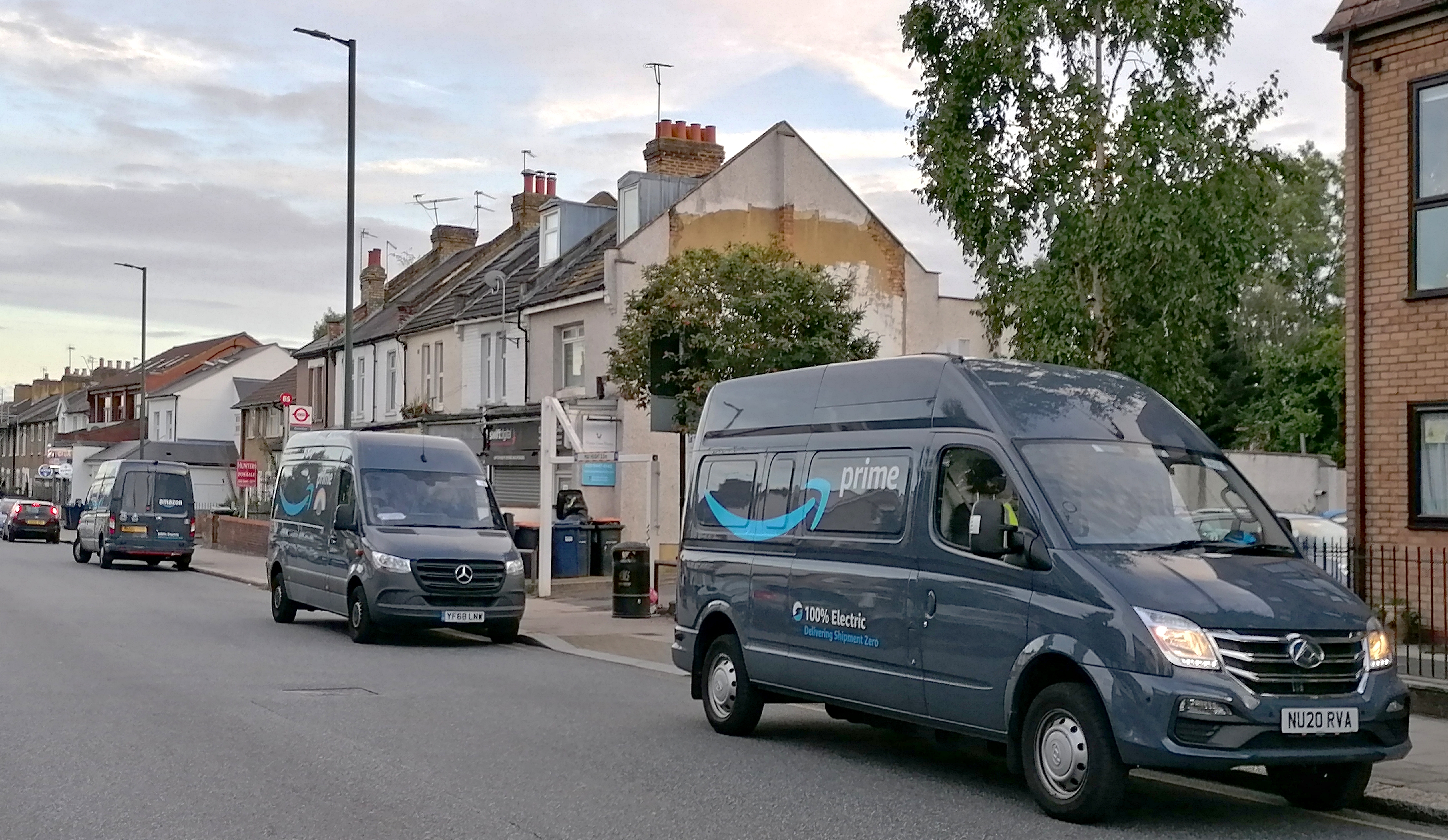
Vans de entrega elétrica da Amazon Prime no norte de Londres.

Em 2005, a Amazon anunciou o Amazon Prime como um serviço de associação que oferece frete grátis de dois dias dentro dos Estados Unidos contíguos em todas as compras elegíveis por uma taxa anual de US$ 79 (equivalente a US$ 110 em 2021) e taxas de envio de um dia com desconto. A Amazon lançou o programa na Alemanha, Japão e Reino Unido em 2007; na França (como "Amazon Premium") em 2008, na Itália em 2011, no Canadá em 2013, na Índia em julho de 2016, no México em março de 2017, na Turquia em setembro de 2020, na Suécia em setembro de 2021, e na Polónia em outubro de 2021. O Amazon Prime também está disponível na Irlanda, com planos em expansão desde 2022.
Desde 2021, há membros do Prime em vinte e três países da América do Norte, Europa e Ásia-Pacífico: Áustria, Austrália, Bélgica, Brasil, Canadá, China, França, Alemanha, Índia, Irlanda, Itália, Japão, Luxemburgo, México, Países Baixos, Polónia, Portugal, Arábia Saudita, Singapura, Espanha, Suécia, Turquia, Reino Unido, e Estados Unidos.

### 2012–2016
A associação ao Amazon Prime na Austrália, Canadá, Alemanha, Itália, Reino Unido, Índia e Estados Unidos inclui o Amazon Video, o streaming instantâneo de filmes selecionados e programas de TV sem custo adicional. Em novembro de 2011, foi anunciado que os membros do Prime tinham acesso à Biblioteca Kindle Owners' Lending Library, que permite aos usuários pegar até um por mês dos populares e-books Kindle especificados. Pessoas com um endereço de email em um domínio acadêmico como .edu ou .ac.uk, normalmente estudantes, são elegíveis para privilégios do Prime Student, incluindo descontos na associação ao Prime. Em março de 2014, a Amazon aumentou a taxa anual de associação dos Estados Unidos para o Amazon Prime de US$ 79 para US$ 99. Logo após esta mudança, a Amazon anunciou o Prime Music, fornecendo streaming ilimitado e sem anúncios.
Em novembro de 2014, a Amazon adicionou o Prime Photos, adicionando armazenamento ilimitado de arquivos considerados fotografias no Amazon Drive dos usuários. A Amazon começou a oferecer entrega gratuita no mesmo dia para os membros do Prime em 14 áreas metropolitanas dos Estados Unidos em maio de 2015.
Em abril de 2015, a Amazon iniciou uma parceria experimental com a Audi e a DHL para entregar diretamente nos porta-malas dos carros Audi, disponível na área de Munique, Alemanha para alguns usuários conectados ao carro Audi. Em dezembro de 2015, a Amazon afirmou que "dezenas de milhões" de pessoas eram membros da Amazon Prime.